# Czesław Kubik
Czesław Kubik ps. Paweł (ur. 8 stycznia 1910 w Radomsku, zm. 17 kwietnia 1952 tamże) – dowódca partyzancki Gwardii i Armii Ludowej, funkcjonariusz Milicji Obywatelskiej, ofiara represji stalinowskich.

## Życiorys
Syn Wincentego, przed wojną działał w KZMP i KPP. Podoficer rezerwy Wojska Polskiego, pracował w radomszczańskiej hucie szkła. Do przystąpienia w szeregi GL namówił go Feliks Kupniewicz ps. "Stary" z Częstochowy. Od 1943 pod pseudonimem "Paweł" dowodził działającym w okręgu częstochowskim oddziałem im. gen. Józefa Bema. Następnie objął dowództwo GL w powiecie radomszczańskim, gdzie m.in. doprowadził do zawarcia sojuszu między GL/AL a AK. Dowodził także plutonem w batalionie im. gen. Bema (sformowanym na bazie oddziału dowodzonego wcześniej przez Kubika). Za akcję pod Teklinowem, w czerwcu 1944, dowództwo Okręgu nr 9 Częstochowa skierowało wniosek do Dowództwa Głównego AL o przyznanie Kubikowi Krzyża Grunwaldu. We wrześniu 1944 por. "Paweł" objął dowództwo nad 1 batalionem III Brygady AL im. gen. Józefa Bema, z którą wziął udział m.in. w bitwie pod Ewiną, gdzie się wyróżnił.
Po wyzwoleniu, 18 stycznia, zostało powierzone mu zadanie tworzenia struktur MO i UB w Radomsku (ostatecznie jego rola ograniczyła się tylko do tworzenia milicji, której został komendantem). Przyznano mu poniemieckie, pięciopokojowe mieszkanie, w centrum Radomska, wraz z niemiecką służącą. Kubik podzielił się nim ze swoją bliższą i dalszą rodziną, samemu zajmując tylko jeden pokój. W grudniu odznaczony Orderem Virtuti Militari i awansowany do stopnia kapitana. Podobnie jak w czasach okupacji utrzymywał dobre stosunki z oddziałami AK, tak samo po wojnie spotykał się z towarzyszami broni, zarówno z AL jak i z AK. W 1948 w czasie wspólnego spożywania alkoholu i gry w karty Kubik odniósł się do sytuacji jego akowskich kolegów, mówiąc, że wszystko miało wyglądać inaczej. Niedługo potem został aresztowany przez UB pod zarzutem przyjmowania korzyści majątkowych jako komendant MO, do czego się przyznał. Wkrótce aresztowany ponownie pod zarzutem zabójstwa dwóch Żydów w 1943 (czego w rzeczywistości dokonał Feliks Kupniewicz). Trzecim aktem oskarżenia była przynależność do nielegalnej organizacji (art. 38 dekretu sierpniowego). Ostatecznie zwolniony z więzienia jesienią 1951, nie dostawszy żadnej pracy (ostatnim miejscem zatrudnienia był dom wczasowy) Czesław Kubik znalazł się na utrzymaniu swojej siostry Kazimiery. Zmarł w nędzy jako bezrobotny, zniszczony fizycznie i psychicznie alkoholik.
Mimo że w pierwszych latach po zakończeniu wojny kwitła legenda Czesława Kubika ps. "Paweł", nieustraszonego partyzanta, który m.in. uratował 3 Brygadę im. Bema przed zagładą pod Ewiną, to w późniejszych latach Polski Ludowej był postacią zapomnianą i pomijaną w kulcie Armii Ludowej.

## Odznaczenia
- Order Krzyża Grunwaldu III klasy - czerwiec 1944
- Krzyż Srebrny Orderu Virtuti Militari - 24 grudnia 1945

## Awanse
- porucznik - 1944[4]
- kapitan - 27 grudnia 1944